# Dorothea Delph

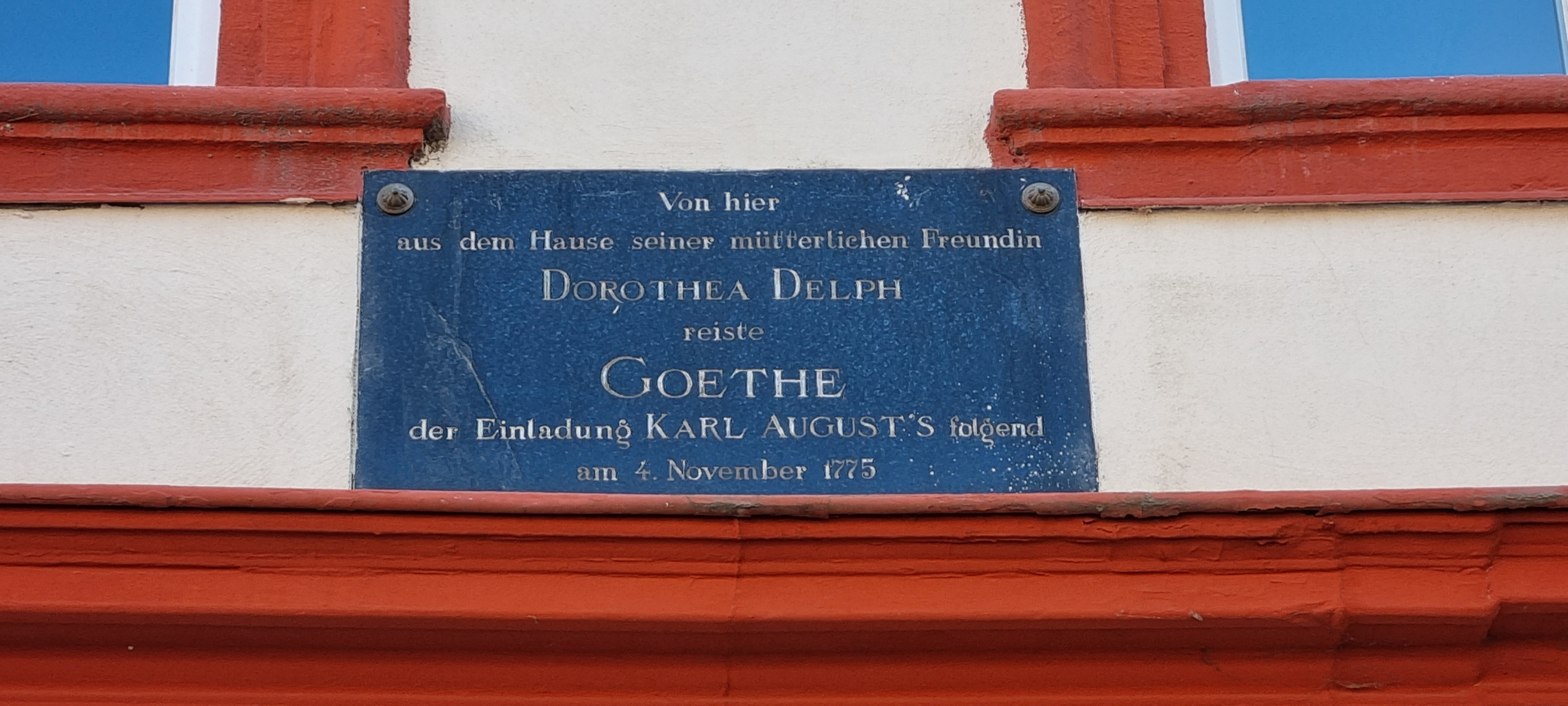
Gedenktafel für Dorothea Delph

Dorothea Delph (* um 1730 in Heidelberg; † 20. Oktober 1808 ebenda) war eine selbständige Kauffrau (in der zeitgenössischen Literatur als „Handelsjungfer“ bezeichnet) in Heidelberg, die als „mütterliche Freundin“ Goethes bekannt wurde. Goethe besuchte sie mehrmals in Heidelberg. Im Herbst 1775 versuchte Dorothea Delph, Goethe durch eine Heirat an den Mannheimer Hof zu binden. In ihrem Haus in Heidelberg erreichte Goethe aber der Bote Herzog Carl Augusts von Sachsen-Weimar-Eisenach. Goethe folgte der Einladung nach Weimar, wodurch sich die Heiratspläne zerschlugen.
Dorothea Delph, von Goethes Mutter in einem Brief an die Herzogin Anna Amalia als „die politica Delphin“ bezeichnet, war in geheime diplomatische Aktivitäten verwickelt. Sie stand mit der preußenfreundlichen Partei am Mannheimer Hof, die den Plan Kurfürst Carl Theodors, Bayern an Österreich abzutreten, verhindern wollte, in Verbindung. So fungierte sie als Mittelsfrau zwischen dem preußischen Hof und der preußenfreundlichen Partei in Mannheim. Zugleich gehörte sie zu den Vertrauten Herzog Carl Augusts. Goethe erwähnt sie mehrfach in Dichtung und Wahrheit.
An Goethes Aufbruch nach Weimar aus ihrem Haus erinnert eine Gedenktafel am Haus Hauptstraße 196 in Heidelberg (am Marktplatz). Allerdings ist diese Zuordnung fehlerhaft, da Dorothea Delph im Jahr 1775 dieses Haus noch nicht bewohnte.